# 町田市立忠生第三小学校
町田市立忠生第三小学校(まちだしりつ ただおだいさんしょうがっこう)は、東京都町田市木曽東三丁目にある公立小学校。当初は、忠生村立忠生小学校（現 町田市立忠生小学校）の分校だった。
2023年4月現在の学級数は18学級、全校児童591人である。

## 沿革
- 1949年（昭和24年）- 忠生村立忠生小学校木曽分校として開校
- 1962年（昭和37年）- 現校名として開校
- 1963年（昭和38年）- 校章制定
- 1967年（昭和42年）- 校旗、校歌制定
- 1969年（昭和44年）- プール設置
- 1977年（昭和52年）-
  - 鉄筋3階建校舎完成
  - 創立15周年校舎落成記念式典
- 1982年（昭和57年）- 創立20周年記念大運動会
- 1987年（昭和62年）-
  - 創立25周年を祝う会
  - 郷土資料室完成
- 1992年（平成4年）- 創立30周年記念集会・記念誌発行
- 1996年（平成8年）- ランチルーム設置
- 1997年（平成9年）- ことばの教室開設
- 1998年（平成10年）- 給食室、パソコン室、体育館改修
- 2000年（平成12年）- 第2校舎耐震工事
- 2001年（平成13年）- 教室インターホン設置
- 2002年（平成14年）- 創立40周年記念集会・記念誌発行
- 2007年（平成19年）- コミュニケーション教室開設
- 2011年（平成23年）-
  - 開校50周年記念花壇設置
  - コミュニティハウス設置（郷土資料室）
- 2012年（平成24年）- 創立50周年記念式典・記念誌発行
- 2017年（平成29年）- 放課後子ども教室（新まちとも）実施
- 2018年（平成30年）- サポートルーム開設

## 校歌
町田市立忠生第三小学校校歌
- 作詞 - 市川拓三
- 作曲 - 西崎嘉太郎

## 教育目標
以下の教育目標が掲げられている。

## 通学区域
学区は、町田市ウェブサイト（2023年10月27日最終更新）に依った。
全域が学区となる地域
木曽町
木曽東1丁目
一部区画が学区となる地域
木曽西4丁目, 5丁目
木曽東2〜4丁目

## 学区内の主な施設
- きそ幼稚園
- 境川幼稚園
- 町田市教育センター
- 町田警察署木曽交番
- 町田木曽郵便局
- 町田病院
- きらぼし銀行町田木曽支店

## 学校の統合
町田市教育委員会では「町田市新たな学校づくり推進計画」に基づいて、2040年度までに市内の市立小学校・中学校を統合・建替をする予定である。この影響を受け、本校も2034年度に町田市立木曽境川小学校と統合する。
2034年度から2036年度までは木曽境川小学校の既存校舎と仮設校舎を使用し、この期間に本校敷地に新校舎を建設する。
新統合校は現在の忠生第三小学校の位置で、2037年度から教育活動を行う予定が示されている。

## 交通
JR東日本横浜線・小田急線の町田駅で下車し、そこからバスでの移動する。
町田バスセンターから神奈川中央交通バスの以下の系統の便に乗る。
- 3番乗り場　町34
- 4番乗り場　町25
- 5番乗り場　町24
- 13番乗り場　町29、町30、町60
- 14番乗り場　町26、町27、町31、町36、町38、町39、町45

いずれのバスでも、木曽住宅バス停で下車する。バス停から小学校までは徒歩1分程度である。